# Sybra quinquevittata
Sybra quinquevittata là một loài bọ cánh cứng trong họ Cerambycidae.